# Henri-Jean Houbaut
Henri-Jean Houbaut, né à Vitrey en Meurthe-et-Moselle le 23 mars 1880 et mort le 17 juillet 1939, est un évêque français qui fut évêque de Bayonne de 1934 à sa mort.

## Biographie
Il est ordonné prêtre le 10 juillet 1904 et le 21 septembre 1904 il est nommé vicaire à l'église Saint-Sébastien de Nancy, puis le 28 juillet 1906 vicaire à la cathédrale de Nancy. Le 19 juillet 1920, il devient professeur au grand séminaire de Nancy et le 14 octobre 1926, curé de l'église Saint-Sébastien. Le 24 décembre 1934, il est nommé évêque de Bayonne, succédant à François-Xavier-Marie-Jules Gieure. Il est consacré le 14 février 1935 par le cardinal Binet, archevêque de Besançon, et installé le 28 février suivant.
Il publie un catéchisme illustré des petits, un Manuel des enfants chrétiens pour le diocèse de Bayonne en 1937 puis fait éditer en 1938 Mon catéchisme vécu et un catéchisme en langue basque en 1938.
Il meurt à l'âge de 59 ans, juste avant la Seconde Guerre mondiale. Edmond Vansteenberghe lui succède.